# Ясинянская поселковая община
Ясинянская поселковая общи́на (укр. Ясінянська селищна громада) — территориальная община в Раховском районе Закарпатской области Украины.
Административный центр — посёлок Ясиня.
Население составляет 18 754 человека. Площадь — 533,6 км².

## Населённые пункты
В состав общины входит 1 посёлок (Ясиня) и 6 сёл:
- Стебний
- Квасы
- Ситный
- Тростянец
- Лазещина
- Чёрная Тиса